# Bancata
La bancata di un motore endotermico alternativo è l'alloggiamento dei cilindri ricavato nel basamento.

## Numero di bancate

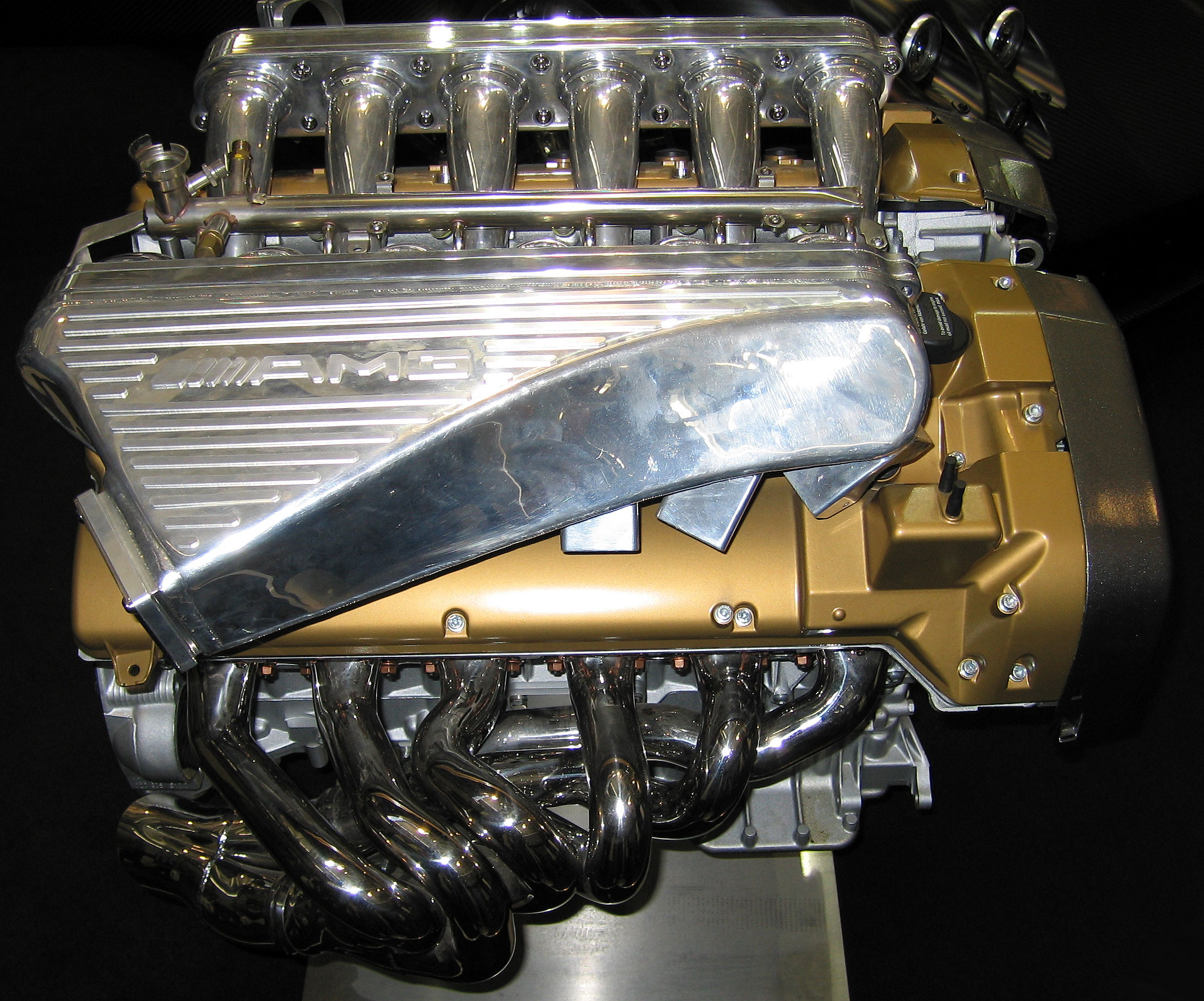
Esempio di una bancata di un motore V12 di una Pagani Zonda F

Il numero di bancate varia a seconda della disposizione del motore.
- Bancata singola, come nei motori in linea, nei monocilindrici, nel motore a U e a cilindri paralleli, quest'ultimo può in rari casi avere due bancate
- Bancata doppia, come nei motori a V, boxer e nel Motore a W, quest'ultimo può avere anche quattro bancate se si usa un basamento unico per entrambi i motori.

Da notare che in alcune di queste ultime disposizioni c'è un solo albero motore ma le bancate sono due in quanto ci sono due alloggiamenti differenti nel basamento o addirittura due basamenti diversi.
- Bancata quadrupla, come nei motore ad X.

## Descrizione
La bancata non è un pezzo meccanico che si va a montare, ma è una lavorazione del basamento, che permette l'applicazione del o dei cilindri del motore. Questa lavorazione è molto importante che sia precisa, perché così sarà meno necessario l'utilizzo di spessoramenti. In genere si tende a definire tolleranze negative appunto per consentirne, se necessario, lo spessoramento.

## Altre funzioni
Le bancate possono a seconda del tipo di motore avere determinate lavorazioni, nel caso di motori due tempi, la bancata avrà un profilo laterale piuttosto stretto, questo perché quella zona è parte dei travasi del motore, possono essere presenti pure dei fori per il passaggio di alcune aste, generalmente una per cilindro, usate per il comando delle valvole.
Un'altra lavorazione presente sui motori a due o quattro tempi raffreddati a liquido consiste nella realizzazione dei condotti di raffreddamento, dove passa il liquido refrigerante prima di arrivare al cilindro.